# 奧焦爾斯克區

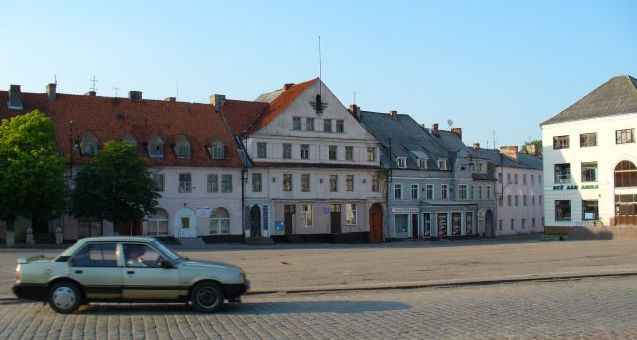

54°25′N 22°01′E / 54.417°N 22.017°E
奧焦爾斯克區（俄语：Озёрский район），是俄羅斯的一個區，位於該國西北部，由加里寧格勒州負責管轄，面積877平方公里，2010年人口15,316，人口密度每平方公里17.46人。